# أثينا (مغنية)
أثينا (بالإنجليزية: Athena)‏ (باليونانية: Αθηνά Ανδρεάδη)‏ هي مغنية وكاتبة غنائية بريطانية ويونانية، ولدت في 6 أكتوبر 1955.

## وصلات خارجية
- الموقع الرسمي
- أثينا على موقع IMDb (الإنجليزية)
- أثينا على موقع ميوزك برينز (الإنجليزية)
- أثينا على موقع أول ميوزيك (الإنجليزية)
- أثينا على موقع أول ميوزيك (الإنجليزية)
- أثينا على موقع ديسكوغز (الإنجليزية)